# Consommation collaborative

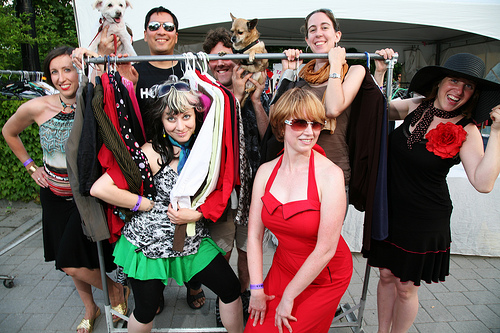
Membres d'une association favorisant l'échange de vêtements.

La consommation collaborative désigne un modèle économique où l'usage prédomine sur la propriété : l'usage d'un bien, service, privilège, peut être augmenté par le partage, l'échange, le troc, la vente ou la location de celui-ci.
Cette optimisation de l'usage est une réaction à la sous-utilisation classique supposée des : biens, services et privilèges.
La consommation collaborative est principalement permise par l'échange d'information via Internet et à l'essor, dans un cadre légal, sécurisé, dans la transparence, de cette tendance depuis les années 2000 est donc fortement lié à l'essor des échanges en ligne ;
des immenses places de marché, publiques, telles qu'eBay, aux secteurs émergents de :
- la location entre particuliers ;
- le prêt entre particuliers ;
- service d'hébergement ;
- l'autopartage ;
- l'échange de savoirs entre particuliers.

La consommation collaborative bouscule les anciens modèles économiques en changeant non pas ce que les gens consomment mais la manière dont ils le consomment.

## Types de consommation collaborative
Rachel Botsman propose de distinguer trois systèmes de consommation collaborative :
- Les product service systems permettent de transformer un produit en service : l’autopartage, les vélos en libre-service ou encore la location (organisée par un intermédiaire ou entre particuliers) seraient à placer dans cette catégorie. C'est le principe des plateformes de location de voiture ou bateaux[2] entre particuliers comme Drivy, SamBoat, Click and Boat, Boaterfly. Ces plateformes s’inscrivent dans le cadre plus général de l’économie de fonctionnalité.
- Les systèmes de redistribution organisent le passage de biens d’une personne les possédant à une personne les recherchant. C’est le principe du C to C et des plateformes comme PriceMinister, Le Bon Coin, Vinted mais aussi du troc, du don (Freecycle, Recupe.net), de l’échange…
- Les styles de vie collaboratifs regroupent les formules de partage de ressources immatérielles entre particuliers : espace, temps, argent, compétences. couchsurfing, colunching, coworking, cohabitat, prêt entre particuliers, achat groupé, repas chez l'habitant feraient ainsi partie de cette catégorie.

## Théoriciens et promoteurs
Rachel Botsman et Roo Rogers ont publié, en 2010, What's Mine Is Yours : The Rise of Collaborative Consumption (en français, Ce qui est à moi est à vous : la montée de la consommation collaborative). On[Qui ?] trouve également une conférence TED de Rachel Botsman. Elle a aussi réalisé une vidéo.
Ce titre dans sa version originale était un jeu de mots. En effet, la typographie change de couleur entre « What's mine is Y » et « Ours ». Dès lors, le titre peut se comprendre : « ce qui est à moi et à toi » mais aussi « ce qui est à moi est à nous » renforçant l'aspect communautaire de la propriété développé dans le livre.
La même année, Lisa Gansky (en) publie The Mesh: Why the Future of Business is Sharing. En juillet 2010, elle lance « Global Mesh Directory », un site pour soutenir la croissance de la communauté de la consommation collaborative.
En France, en 2005, le portail consoGlobe a créé son premier service collaboratif : une bourse d'échange basée sur un système de points : digitroc.com. En 2006, 2007, 2009 et 2010 sont apparus les autres services de don, de location et d'entraide, offrant « sous un même toit » toutes les formes de services collaboratifs en complément d'un pôle éditorial faisant la pédagogie d'une consommation collaborative, et de transactions non monétaire entre particuliers. En 2005, ces services comptaient soixante mille membres contre deux millions fin 2011. Dès 2005, la modélisation d'un service de troc sur internet a été faite pour démontrer la puissance d'un service fondé sur un système de points par opposition au système classique du troc (ou d'un SEL) dans lequel un échange devait être bilatéral, instantané et basé sur deux objets de même valeur.
Le collectif OuiShare s'est formé en 2011 autour du blog consocollaborative.com. et constitué en Association d'intérêt général en janvier 2012 à Paris. Il rassemble une communauté d'entrepreneurs, de journalistes, blogueurs, activistes du logiciel libre et d'autres professionnels du secteur. En juillet 2012, le site OuiShare.net, média collaboratif, est consacré aux tendances de l'économie collaborative. En 2016, il regroupe plus de 2000 membres et 80 connectors (en Europe, Afrique du Nord, États-Unis et Amérique Latine). Depuis 2013, le OuiShare Fest est un événement mondial sur l'économie collaborative, qui a en 2014 réuni plus de 1 000 acteurs de cette nouvelle économie pour trois jours de conférences, de co-création et de rencontres.
En juin 2013, l'économiste Anne-Sophie Novel a publié en partenariat avec Ouishare « La vie share », un guide complet la consommation collaborative en France. Avec son collaborateur Stéphane Riot elle a publié un livre Vive la co-révolution! Pour une société collaborative, identifiant quatre grands cas de figure basés sur le mode de propriété ; la co-utilisation, la coélaboration, le troc et la cohabitation, les quatre formes selon eux de la consommation collaborative. La première catégorie reposent « sur le partage d’un usage et (…) l’économie de la fonctionnalité et de l’économie de l’échange. Dans ce cas, il ne s’agit plus d’acheter des biens mais de louer leur utilisation dans une approche servicielle. Les bailleurs, qu’il s’agisse d’organisations privées ou publiques, ou de particuliers, restent propriétaires et rentabilisent l’accès à leur possession : ils deviennent des fournisseurs d’accès ». La coélaboration concerne « toutes les pratiques d’achats groupés ou de financement collaboratif qui rendent possible la réalisation d’un projet. Des Amap (Association pour le maintien d’une agriculture paysanne) aux fablabs, en passant par le financement participatif et l’économie coopérative, la coélaboration repose sur le partage de la propriété entre les différents contributeurs. L’accès est alors copossédé ». Le troc (ou don contre don) dans une approche non-marchande repose sur une logique d’échange de valeurs d’égal à égal. On échange une propriété ou un savoir contre un autre. La cohabitation cherche à privilégier l’être sur l’avoir, c’est donc le plaisir de faire ensemble qui est mis en avant.
Aux États-Unis, le site Shareable.net est également un média de référence sur le sujet.
Dans le monde hispanophone, c'est le site consumocolaborativo.com qui sert de porte-parole à la consommation collaborative. Il a été créé par Albert Cañigüeral, coordinateur du réseau OuiShare pour l’Espagne et l’Amérique latine.